# Hugo Giménez Agüero
Hugo Jorge Giménez (n. el 25 de agosto de 1944 en Balcarce, provincia de Buenos Aires - f. el 27 de septiembre de 2011 en cercanías de Bahía Blanca, provincia de Buenos Aires) fue un reconocido cantante y compositor folklórico argentino. Se hizo conocido como Hugo Giménez Agüero y era uno de los principales representantes del folklore patagónico. Editó más de veinte discos, y algunas de sus composiciones más conocidas son Malambo blanco, El tehuelche saco largo y Aoniken Chalten. Se estableció en Río Gallegos, Santa Cruz, Argentina y en Esquel, Chubut, Argentina, en la Patagonia Argentina

## Trayectoria
Quinto de ocho hermanos, hijo de Vicente Giménez y Lorenza Agüero. El apellido materno fue incorporado a su nombre artístico, como homenaje a su madre.
En 1960, con 16 años, dejó su ciudad natal. Recaló en Montevideo y luego en Buenos Aires. Entre 1962 y 1964 formó parte de un trío llamado "Los Reseros", de música folklórica.
En 1964 fue convocado para cumplir con el servicio militar, y fue destinado a la patagónica ciudad de Río Gallegos. Ese suceso marcaría su vida, ya que la Patagonia lo hizo sentir un renacer (él se consideraba nacido en Río Gallegos):

Ahí (en la Patagonia) me quedé para siempre, (...) ahí nací de nuevo, crecí como persona, como hombre. Siempre estoy mirando al Sur. Creo que el sur es un lugar que cuando lo conocés, te hace parir. Es como si tuvieras el hijo de la raíz. Ser de Santa Cruz es un orgullo y una decisión propia.

En 1965 comienza a desempeñarse como locutor, en emisoras de Santa Cruz, primero en L.U.12 Radio Río Gallegos y luego en L.U.14 Radio Provincia de Santa Cruz. Durante este tiempo compuso diferentes canciones, y con la ayuda de estudiosos y baqueanos conoce la lengua y la cultura tehuelche, se interesa en ella y compone canciones en esta lengua.
En 1975 se traslada a Buenos Aires, donde realiza diferentes actuaciones en peñas y festivales. Se presenta por primera vez en el Festival de Cosquín en 1982, donde recibió el premio como Consagración y participó del mismo sin interrupciones hasta 2006.
En 1979 edita su primer disco Desde la Patagonia Austral, costeando los gastos de grabación. Más tarde formaría su propio sello discográfico, con el que produciría sus obras hasta 1996 y luego sería editado por compañías como Sony, EPSA, GLD y Phonopay.
Falleció el 27 de septiembre de 2011, pasadas las 22 horas en un accidente automovilístico ocurrido en la ruta nacional 3, cerca de Bahía Blanca. Sus restos fueron trasladados a Río Gallegos para su velatorio en el complejo cultural, siéndole tributados una serie de homenajes y reconocimientos. Fue enterrado el 30 de septiembre en el cementerio de la ciudad.

Partiré con el alba, con el mismo destino de siempre, un camino detrás de mi piño blanco. Quizás mañana halle el final o el principio o no vuelva por los mismo lugares, tal vez un día me sorprenda a mí mismo durmiendo en un mostrador el vino de tantos inviernos, y cuando falte los que vengan querrán saber  mi nombre y mi nombre estará allí, en las matas y el calafate,  lo cantarán los vientos y las mesetas con la música del desierto y volveré a ser el ovejero, naciendo del áspero y verde coirón.

Entre su amplio repertorio de composiciones figuraban ritmos como la Chorrillera, la Milonga Andina, el Kaani, y el Malambo Sureño, y sus canciones fueron grabadas por reconocidos intérpretes de música folklórica, como Rubén Patagonia, Daniel Toro, Los del Suquía, El Chango Nieto y Los Tucu Tucu, entre otros.
Y por artistas de otros géneros como Ricardo Iorio y Flavio Cianciarulo, y Tren Loco.

## Discografía
- Al sur Santa Cruz (1979)
- Desde la Patagonia (1980)
- Chaltén (1981)
- La voz de la Patagonia (1982)
- Coirón (1983)
- Wuahhuais (1984)
- Huachén (1985)
- 10 años (1986)
- Te escribo desde el sur (1987)
- Sólo soy un cantor (1988)
- El cantor de la Patagonia (1989)
- Cenizas (1992)
- Perseverancia (1994)
- Salven a Gastre (1996)
- Patagonia misión posible (1997), donde se encuentra el tema "Ana de la Colmena", basado en la muerte de Ana Kyle.
- Patagonia pura (1998)
- Patagonia a pesar de todo (1999)
- Al sur de la nostalgia (2003)
- Abuelo (2005)
- Huella de amor (2008)
- Navideña (2010)

## Premios y reconocimientos
- Ñandú de Oro - Festival Patagónico Internacional de Punta Arenas, Chile (1974)
- Premio San Salvador – Capilla del Monte, Córdoba, Argentina
- En 1982 llega al Festival Mayor del Folklore, Cosquín, donde recibe doble premio: Premio a la autenticidad por su valioso aporte a la Cultura Nacional y Consagración Cosquín (1982)
- Escudo Provincia de Santa Cruz – Cámara de Senadores- Bloque Justicialista por la Provincia de Santa Cruz
- Escudo otorgado por el Senado Provincial de Entre Ríos
- Premio Agrícola – General Conesa – Río Negro
- Es reconocido por la Legislatura de la Provincia de Santa Cruz como "Embajador Cultural" de esa provincia
- Premio Cóndor de Plata – La Plata – Provincia de Buenos Aires (1985)
- Premio Expo Canto del Sur – Caleta Olivia- Santa Cruz
- Es distinguido por el pueblo de Sierra Grande – Río Negro colocando su nombre al escenario del Festival de Danza y Canto Mahuida-Llu – 1995.
- Es nombrado padrino del Festival Expo Canto del Sur – Caleta Olivia, Festival donde intervienen niños de la región, con una muestra de canto patagónico.
- En 1996 se impone su nombre al escenario del Festival de Tango y Folklore del Colegio Julio Ladvocat – Río Gallegos.
- Es distinguido como socio honorario de la SADE filial Sta. Cruz.
- El 21 de agosto de 1998 es premiado por segunda vez con el Premio Nacional CÓNDOR el que a partir de ese año pasa a denominarse en la lengua Tehuelche OYIKIL DE PLATA
- Ese mismo mes es declarada la canción de su autoría Pico Truncado como Himno representativo de esa Ciudad.
- Mención especial programa Cultura-memoria y participación – Fundación UNIÓN – “GUITARRAS ARGENTINAS PARA EL MUNDO” – junio de 1999.-
- Premio ÑANDÚ – Festival Patagónico Folklórico Internacional – Punta Arenas - Chile.
- Es nombrado EMBAJADOR CULTURAL DE LA PATAGONIA, desde Rawson – Chubut, por el H.C.D., mes de noviembre de 2000.
- Mención de Honor - H.C.D. de El Calafate – Sta. Cruz.
- Mención de Honor – H.C.D. de Caleta Olivia – Sta. Cruz
- Premio Cóndor de Fuego 2002.
- Premio El Gauchito a la labor agropecuaria nacional y su relación cultural con el medio, por su trayectoria y el valioso aporte a la música nacional.
- En el mes de mayo de 2004 es nombrado MIEMBRO INVITADO DEL CAMUNESCO (Consejo Mundial de la música perteneciente a la UNESCO).
- Noviembre de 2005 es distinguido con el premio “CÓNDOR DE ORO” otorgado por la Fundación Estampas y memorias de la ciudad de La Plata.